# Arrach
Arrach település Németországban, azon belül Bajorországban. Lakosainak száma 2304 fő (2023. december 31.). Arrach Bad Kötzting és Lam községekkel határos.

## Népesség
A település népessége az elmúlt években az alábbi módon változott:
| Lakosok száma | 2167 | 1014 | 2516 | 2526 | 2513 | 2480 | 2464 | 2464 | 2385 | 2304 |
|               | 1970 | 1975 | 2011 | 2012 | 2014 | 2015 | 2017 | 2019 | 2022 | 2023 |